# Caso lativo
O caso lativo marca a palavra que indica o lugar até onde se dirige alguma entidade presente no predicado verbal.

## Descrição
Este caso pertence ao grupo de casos locativos gerais que marcam o lugar relevante para o predicado verbal. Entre eles estão os casos "lativos" e "locativos" propriamente ditos. Os casos "lativos" servem para marcar movimento de ou até um lugar. Alguns idiomas distinguem essas matizes por meio de flexão:
- Caso alativo, para algo que se move ao redor de um lugar.
- Caso ilativo, para algo que entra em algum lugar.
- Caso ablativo, para algo que sai de algum lugar.
- Caso elativo, para algo que se move para fora de um lugar.

Em outros idiomas, vários desses casos são tratados como um mesmo caso. Por exemplo, em latim, o alativo e o ilativo são identificados por uma terminação -m mas usam diversas preposições para diferenciar seus sentidos. De igual modo, os casos ablativo e elativo são tratados como um só, usando a mesma terminação e, no entanto, usam preposições diferentes para diferenciá-los.
Estes são os casos locativos que marcam puramente a localização ou a posição de algo:
- Caso locativo
- Caso separativo
- Caso inessivo, ("em", "dentro de")
- Caso adessivo, ("sobre", "junto a")

## O lativo em vários idiomas
O lativo flexionado é típico das línguas urálicas e foi um dos casos do proto-urálico. Todavia, encontra-se no finlandês, erzya, moksha e meadow mari.

### Finlandês
O caso lativo já não se produz nesse idioma. É encontrado em alguns advérbios tais como alas "abaixo", kauemmas "mais longe", pois "longe", rannemmas "mais perto da costa". O sufixo para formar o caso lativo normalmente é -s.

### Espanhol e português
Em português e em espanhol, o caso lativo é marcado com a preposição a.